# Estel

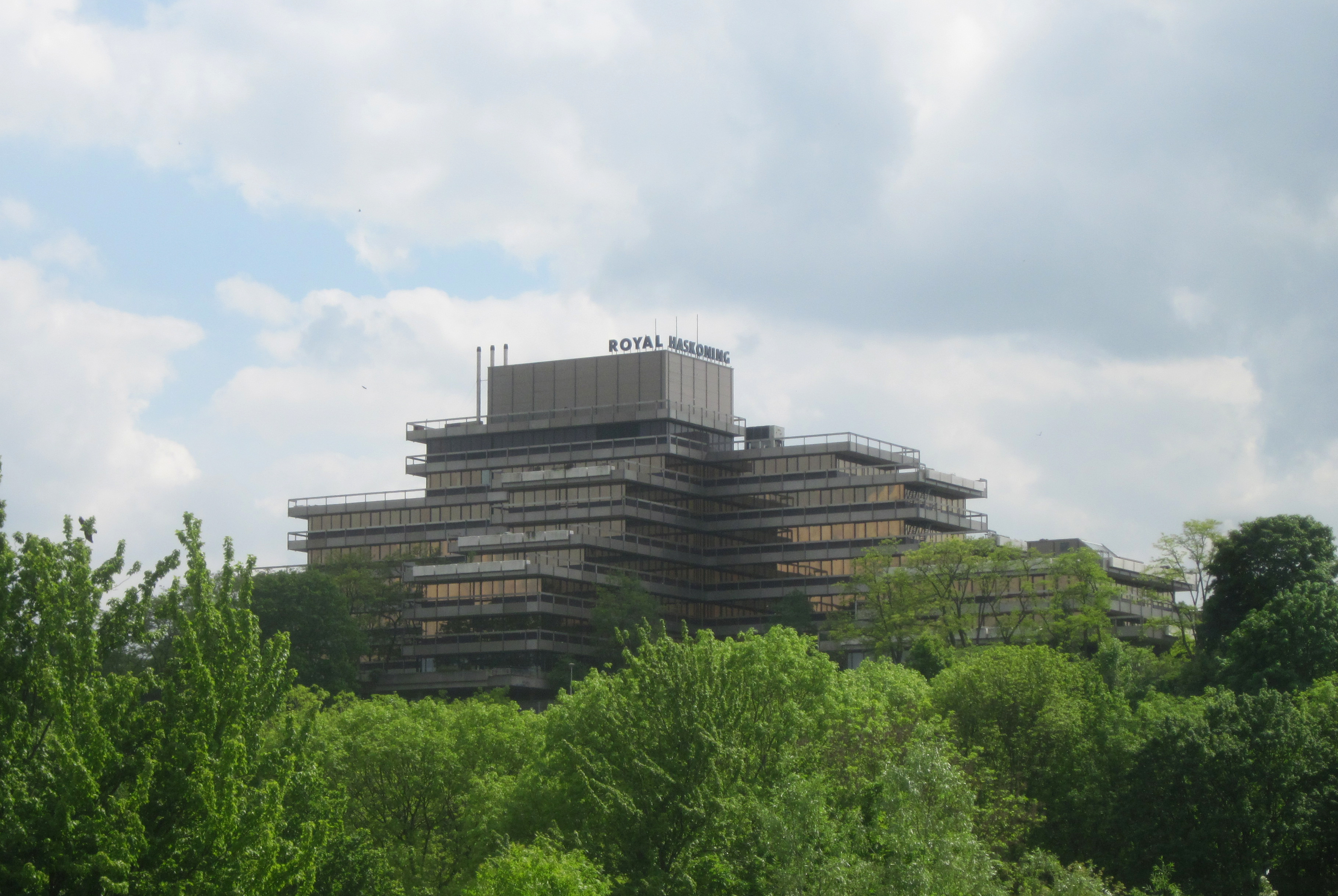
Voormalig hoofdkantoor van Estel in Nijmegen uit 1976, ontworpen door A. Bodon en J.H. Ploeger van DSBV ingenieurs en architecten in opdracht van Estel. Later het hoofdkantoor van Royal Haskoning.

Estel was de naam van het fusiebedrijf tussen Koninklijke Hoogovens te IJmuiden en het staalbedrijf Hoesch uit Dortmund. Beide bedrijven kregen een aandeel van 50 procent in de centrale beheersmaatschappij Estel. Estel werd statutair in Nederland gevestigd. Op 7 juli 1972 werd Estel officieel opgericht, met terugwerkende kracht tot 1 januari.
Koninklijke Hoogovens en Hoesch bleven aan de beurs genoteerd en waren houdstermaatschappijen elk met een aandelenbelang van 50% in Estel. Deze laatste beheerde de twee werkmaatschappijen: Hoogovens IJmuiden en Hoesch Werke en de daaronder vallende dochtermaatschappijen. Estel had een raad van Commissarissen met evenveel Duitse als Nederlandse leden. De eerste voorzitter van de Raad van Bestuur was de Nederlander Louis Justman Jacob, tot dan toe de bestuursvoorzitter van Hoogovens.
Hoogovens had in 1920 een aandelenbelang gekocht in de Duitse staalindustrie. Het 28% belang in Phoenix werd na een fusie in 1926 omgezet in 3,5% aandelen in de grotere Vereinigte Stahlwerke (Vestag). Na de Tweede Wereldoorlog werd Vestag ontbonden en Hoogovens kreeg een aandelenbelang van 42,8% in Dortmund-Hörder Hüttenunion (DHHU). In 1966 werd dit belang geruild in een aandeel van 14,5% in het Duitse Hoesch.
In de loop van de zestiger jaren was er een fusiegolf gaande in Europa. Diverse nationale staalbedrijven fuseerden of gingen op in conglomeraten. Nederland telde maar één staalproducent en moest over de grenzen heen kijken voor een geschikte partner. De productieapparaten van beide bedrijven sloten goed op elkaar aan. De bedoeling was om synergie te bewerkstelligen tussen Hoogovens dat door aanvoer vanuit zee goedkoop kon produceren, en een kleiner bedrijf in het binnenland dat staalspecialiteiten zou vervaardigen.
Hoesch telde destijds zo'n 50.000 medewerkers, ruim tweemaal meer dan de 22.000 van Hoogovens. Hoesch had een concernstructuur met veel activiteiten buiten de staalproductie, terwijl Hoogovens bijna een pure staalproducent was. De meeste winst van Hoesch werd behaald buiten de staalactiviteiten. Ten slotte realiseerde Hoesch zo'n 80% van de omzet binnen een straal van 100 kilometer om Dortmund; Hoogovens was sterk afhankelijk van de export.
Kort na het tekenen van de contracten brak de eerste energiecrisis uit. De prijs van aardolie steeg en de industriële productie nam wereldwijd af. De vraag naar en de prijs van staal daalde, maar onder deze moeilijke omstandigheden deed Hoogovens het relatief goed, terwijl Hoesch grote verliezen leed. De installaties van Hoesch waren verouderd en minder efficiënt dan die van Hoogovens. De forse verliezen noodzaakten actie. Lange discussies tussen de partners volgden, waarbij Hoogovens stelde dat de meeste reorganisaties daar moesten plaatsvinden waar de verliezen het grootst waren. In Dortmund was de mening dat de pijn gelijk verdeeld moest worden. Noodzakelijke maatregelen werden met grote vertraging of soms helemaal niet uitgevoerd.
In 1979 brak de tweede energiecrisis uit. De verliezen liepen op en de financiële problemen werden groter. Het contract van 1972 tussen de fusiepartners bleek een onvoorzien element te hebben. Volgens de beheersovereenkomst was Estel volgens de Duitse wet verplicht de verliezen van Hoesch aan te zuiveren terwijl in Nederland een dergelijke wettelijke verplichting niet bestond; Hoogovens moest de eigen verliezen dragen. In 1980 kon Estel nog net de verliezen dragen van Hoesch, maar in 1981 was het geld op. Hoesch heeft per 4 februari 1982 de beheersovereenkomst opgezegd en daarmee was de fusie ook ten einde. De slechte financiële situatie van Estel als gevolg van de energiecrisis in 1973 en de daaropvolgende staalcrisis lagen hieraan ten grondslag. Het botsen van de twee bedrijfsculturen heeft ook een bijdrage geleverd.
In de periode 1972-1981 leed Estel een totaal verlies van 1.895 miljoen gulden, waarvan 1.665 miljoen gulden bij de Hoesch ondernemingen. Om deze verliezen op te vangen, was Estel schulden aangegaan. Nu de partners zelfstandig verdergingen, moest de schuld verdeeld worden. Aan de Duitse zijde wilde men een verdeling naar de aandelenverhouding, 50-50, maar de Nederlanders wilden een verdeling naar rato van de geleden verliezen. Uiteindelijk werden de partners het eens en Hoogovens nam een derde van de schulden over, een bedrag van 570 miljoen gulden.
Na het uiteenvallen van Estel was de financiële positie van Hoogovens uitgehold. Ten opzichte van 1971 was het eigen vermogen gehalveerd tot 985 miljoen gulden in 1982 en de schuldenlast was in diezelfde periode gestegen van 1,2 miljard gulden naar 3,3 miljard gulden.
In Nijmegen staat nog het voormalige hoofdkantoor van Estel.
In de onderstaande figuur zijn de belangrijkste resultaten van Estel opgenomen over de jaren 1972 tot en met 1981:
| Jaar | Omzet          | Nettoresultaat |
| ---- | -------------- | -------------- |
| 1972 | 6.274 miljoen  | 87 miljoen     |
| 1973 | 7.803 miljoen  | 170 miljoen    |
| 1974 | 10.198 miljoen | 323 miljoen    |
| 1975 | 8.431 miljoen  | 202 miljoen    |
| 1976 | 9.310 miljoen  | 69 miljoen     |
| 1977 | 10.139 miljoen | 417 miljoen    |
| 1978 | 10.955 miljoen | 288 miljoen    |
| 1979 | 13.040 miljoen | 174 miljoen    |
| 1980 | 13.989 miljoen | 488 miljoen    |
| 1981 | 14.351 miljoen | 698 miljoen    |

## Naslagwerken
- Dankers, Dr. J.J. e.a. Hoogovens 1945-1993, Sdu Uitgeverij Den Haag, 1993, ISBN 90 12 08030 4
- Nieuwenhuys, W. Concern in beweging: 75 jaar Hoogovens, Hoogovens Groep 1993, ISBN 90 6611 023 6